# Горішнє Сахране
Горішнє Сахране́ (болг. Горно Сахране) — село в Старозагорській області Болгарії. Входить до складу общини Павел-Баня.

## Населення
За даними перепису населення 2011 року у селі проживали 1454 особи.
Національний склад населення села:
| Національність   | Кількість осіб | Відсоток |
| ---------------- | -------------- | -------- |
| болгари          | 913            | 64,6%    |
| цигани           | 346            | 24,5%    |
| турки            | 104            | 7,4%     |
| інша             | 42             | 3,0%     |
| не визначились   | 9              | 0,6%     |
| Всього відповіли | 1414           |          |

Розподіл населення за віком у 2011 році:
Динаміка населення: